# Quelpartoniscus setoensis
Quelpartoniscus setoensis là một loài chân đều trong họ Scyphacidae. Loài này được Nunomura miêu tả khoa học năm 2003.